# Ireneusz Wierzejewski
Ireneusz Wierzejewski (ur. 23 marca 1881 w Kozłowie, zm. 8 marca 1930 w Warszawie) – polski ortopeda, profesor Uniwersytetu Poznańskiego, polityk, senator II kadencji w II RP, generał brygady Wojska Polskiego.

## Życiorys
Urodził się 23 marca 1881 w Kozłowie, w rodzinie Władysława, nadleśniczego, i Marii z Mojzykiewiczów. Uczęszczał do szkoły powszechnej w Buku. Ukończył Gimnazjum Bergera w Poznaniu i zdał maturę, następnie przez rok pracował w fabryce Cegielskiego. Począwszy od 1903 studiował medycynę w Gryfii, Berlinie, Würzburgu oraz Monachium. Przez cały okres studiów działał w organizacjach filaretów. Dyplom otrzymał w 1908 na Uniwersytecie Ludwika i Maksymiliana w Monachium. Początkowo pracował w sanatoriach, a następnie klinice chirurgii i ortopedii w Monachium. W 1909 został asystentem w Berlińsko-Brandenburskim Zakładzie Leczniczo-Wychowawczym dla Kalek w Berlinie. W 1910 uzyskał w Lipsku tytuł doktora za pracę O wrodzonym ubytku kości łokciowej. W 1911 przeniósł się do Poznania, gdzie objął stanowisko dyrektora i naczelnego lekarza w powstającym Poznańskim Zakładzie Ortopedycznym im. Gąsiorowskich, pierwszym szpitalu ortopedycznym na ziemiach polskich. Zakład ostatecznie otwarto w 1913.
Gdy wybuchła I wojna światowa, niemieckie ministerstwo obrony mianowało Wierzejewskiego doradczym ortopedą przy V Korpusie. Piastując to stanowisko, kierował szpitalem, specjalizując się w leczeniu amputacji i urazów szczękowych. Sam Wierzejewski specjalizował się natomiast w leczeniu postrzałowych uszkodzeń nerwów obwodowych zostając światowym autorytetem w tej dziedzinie.
Począwszy od listopada 1918 stał na czele lekarsko-wojskowej organizacji związanej z Polską Organizacją Wojskową zaboru pruskiego. W tym okresie kierował również założonym przez siebie Towarzystwem Czerwonego Krzyża w Poznaniu. W 1918 zapobiegł ewakuacji z Poznania zapasów medycznych w głąb Rzeszy. W momencie wybuchu powstania wielkopolskiego stanął na czele akcji pomocy medycznej w Poznaniu. W późniejszym okresie Komisariat NRL mianował go naczelnym lekarzem armii wielkopolskiej, a 8 maja 1919 awansował go do stopnia generała podporucznika. Podczas powstania odpowiadał za organizację korpusu sanitarnego.
1 kwietnia 1920 został szefem sanitarnym 1 Armii. Na tym stanowisku 29 maja 1920 został zatwierdzony w stopniu pułkownika ze starszeństwem z 1 kwietnia 1920 w Korpusie Lekarskim, w grupie żołnierzy byłej armii niemieckiej. 23 września 1920 Minister Spraw Wojskowych, generał porucznik Kazimierz Sosnkowski zezwolił mu korzystać z tytułu generała podporucznika lekarza. 9 października 1920 został wyznaczony na stanowisko inspektora sanitarnego Dowództwa Okręgu Generalnego „Poznań” i „Pomorze”. W 1923, w rezerwie, został zweryfikowany w stopniu generała brygady ze starszeństwem z 1 czerwca 1919 w korpusie generałów.
W 1921 Rada Wydziału Lekarskiego Uniwersytetu Poznańskiego zleciła doktorowi Wierzejewskiemu zorganizowanie pierwszej w kraju kliniki ortopedii. W 1922 Wierzejewski uzyskał habilitację, a w 1923 Uniwersytet Poznański mianował go profesorem nadzwyczajnym. W 1928 założył Polskie Towarzystwo Ortopedyczne i Traumatologiczne (PTOiTR) oraz współorganizował jego pierwszy zjazd w Poznaniu. Założył również, i był redaktorem naczelnym (do 1930) czasopisma Chirurgia Narządów Ruchu i Ortopedia Polska (zob. też sekcja PTOiTR w Adolf Wojciechowski). Był również członkiem założycielem Towarzystwa Chirurgów i Ortopedów Polski Zachodniej. Opublikował około 30 prac, oraz skonstruował aparat subluksacyjny do usuwania nadwichnięć w stawie kolanowym.
Na Uniwersytecie Poznańskim był pierwszym seniorem i kuratorem Korporacji Akademickiej Chrobria. Przez wiele lat był również prezesem Towarzystwa Śpiewaczego „Echo”. Założył także poradnię sportowo-lekarska, którą kierował do 1928.
Senator II kadencji wybrany w 1928 roku z województwa poznańskiego z Listy Narodowej Partii Robotniczej-Lewicy. W parlamencie należał do BBWR, stanął również na czele Komitetu Regionalnego Narodowo-Państwowego Bloku Współpracy z Rządem w Wielkopolsce, przewodniczył również Zarządowi Wojewódzkiemu Federacji Polskich Związków Obrony Ojczyzny, a także należał do sanacyjnego Związku Oficerów Rezerwy RP.
18 stycznia 1910 ożenił się Walentyną ze Ślążyków, z którą miał troje dzieci: Izabelę (ur. 1912), Jędrzeja (ur. 1914) i Janinę (ur. 1917).
Po śmierci pochowano go na cmentarzu Świętomarcińskim przy ul. Bukowskiej. Od 1962 spoczywa na cmentarzu Zasłużonych Wielkopolan na Wzgórzu Świętego Wojciecha w Poznaniu.
Nazywany ojcem polskiej ortopedii, pozostawił po sobie wybitnych uczniów takich jak Franciszek Raszeja i Wiktor Dega, którzy kontynuowali jego dzieło.

## Ordery i odznaczenia
- Krzyż Niepdległości – pośmiertnie 20 lipca 1932 „za pracę w dziele odzyskania niepodległości”[10]
- Krzyż Walecznych dwukrotnie[9]
- Krzyż Żelazny II klasy – 24 grudnia 1916[11]

## Upamiętnienie
Jego imię nosiło Wilkopolskie Centrum Ortopedii i Chirurgii Urazowej przy ul. Gąsiorowskich w Poznaniu.
Jest patronem ulic w Poznaniu (Junikowo) i w Opalenicy.